# Mikołaj Szyszkowski (zm. 1643)
Mikołaj Szyszkowski herbu Ostoja (ok. 1590 – zm. 7 lutego 1643 roku) – książę biskup warmiński 1633–1643, sekretarz wielki koronny, administrator apostolski diecezji sambijskiej, sekretarz królewski, prepozyt pułtuski, kantor krakowski, kanonik płocki, opat komendatoryjny czerwiński w latach 1621–1633.

## Życiorys

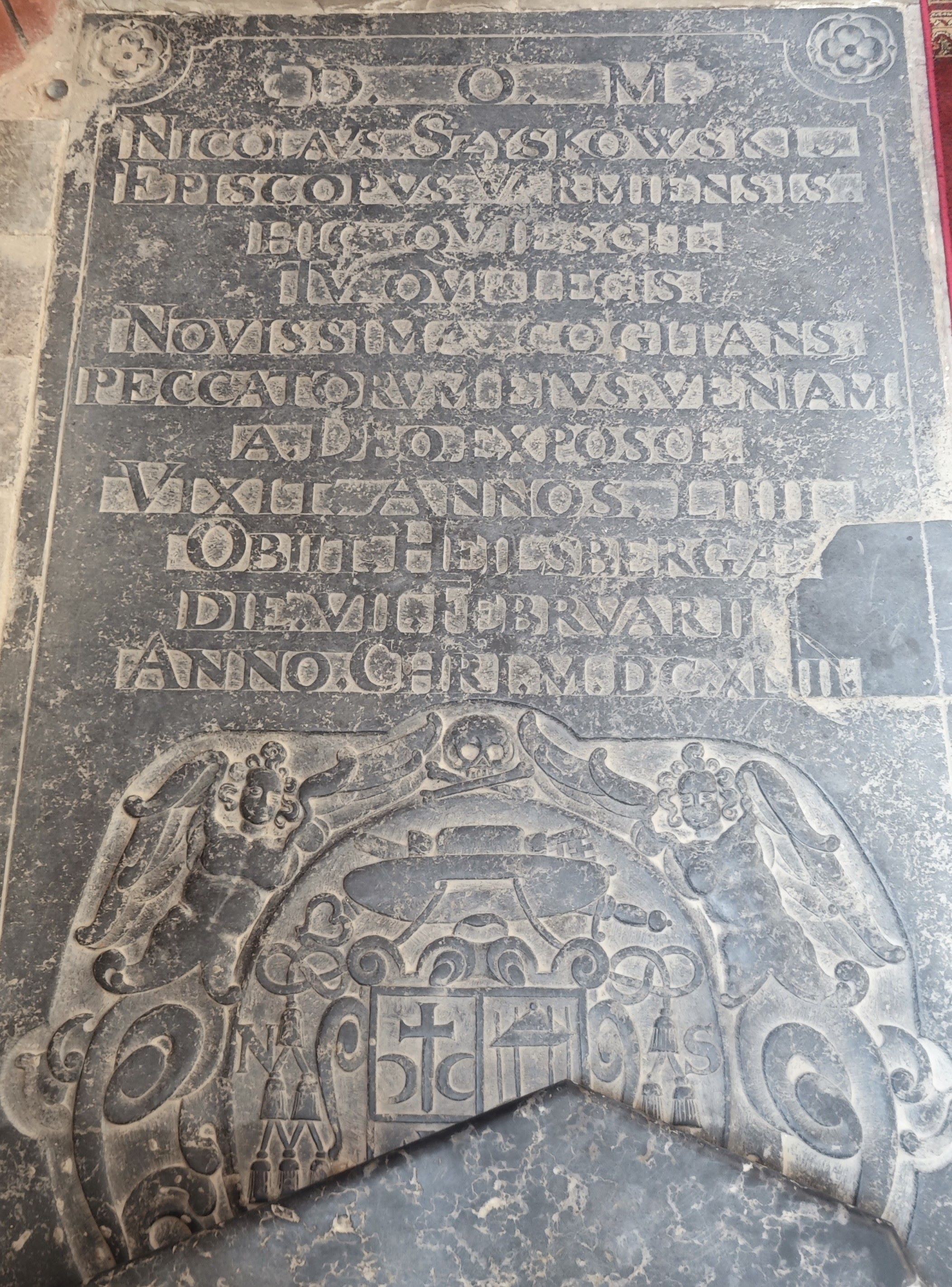
Płyta nagrobna po prawej stronie ołtarza głównego bazyliki we Fromborku

Mikołaj Szyszkowski był synem Jana i Anny z Ujejskich. Studia teologiczno-filozoficzne rozpoczął w Braniewie, a później kontynuował je w Rzymie. Na karierę Szyszkowskiego miał wpływ jego stryj Marcin, który jako biskup płocki udzielił mu święceń kapłańskich w Płocku. Dzięki stryjowi otrzymał beneficja kościelne, był m.in. był opatem w Czerwińsku. Na dworze króla Zygmunta III Wazy pełnił funkcję wielkiego sekretarza, gdzie nawiązał współpracę ze Stefanem Sadorskim. Po śmierci stryja Marcina, który przeszedł w międzyczasie na biskupstwo krakowskie, przez dwa lata zarządzał diecezją krakowską.
Podpisał pacta conventa Władysława IV Wazy w 1632 roku. W 1632 roku został członkiem kapituły warmińskiej, a ze wskazania króla Władysława IV w 1633 roku wybrano go na biskupa warmińskiego. Diecezję objął w Lidzbarku, ponieważ Frombork zajęty był przez Szwedów. Szyszkowski na zakończenie wojny ze Szwecją ufundował w Stoczku Klasztornym kościół w kształcie rotundy. 
W 1635 roku, natychmiast po odzyskaniu Braniewa po wojnach ze Szwedami, z własnych środków wznowił funkcjonowanie Seminarium Duchownego w Braniewie. Z jego polecenia wprowadzono, oprócz filozofii, również nauczanie w nim takich przedmiotów jak: fizyka, metafizyka, kosmologia, etyka i psychologia. Biskup nie żałował własnych dochodów na wyposażenie obrabowanych świątyń. W porozumieniu z Jerzym Wilhelmem wydał nową ordynację krajową (zbiór przepisów regulujących życie gospodarcze); podobna ordynacja wprowadzona została na terenie Prus Książęcych, po obradach komisji wspólnej w Pruskiej Iławce. W 1635 roku został wyznaczony senatorem rezydentem.
Biskup Szyszkowski, używający także tytułu biskupa sambijskiego, dbał o katolików rozsianych w diasporze na terenie Prus Książęcych. Zmarł 7 lutego 1643 w Lidzbarku Warmińskim i pochowany został w katedrze we Fromborku.